# Argos Films
Argos Films è una casa di produzione cinematografica francese fondata nel 1949 da Anatole Dauman (1925-1998) e Philippe Lifchitz (1919-2012).
Argos Films ha prodotto cortometraggi famosi come Notte e Nebbia, il documentario francese diretto da Alain Resnais, in seguito lungometraggi di registi come Walerian Borowczyk, per il film Racconti Immorali, e altri come Rouch, Marker, Resnais, Bresson, Godard, Ōshima, Schlöndorff, Wenders.